# تاريخ بولندا في فترة حكم سلالة ياغيلون
امتدت فترة حكم سلالة ياغيلون في بولندا بين عامي 1386 و 1572 في أواخر العصور الوسطى ومطلع العصر الحديث في التاريخ الأوروبي. أسس دوق ليتوانيا الأكبر يوغيلا سلالة ياغيلون، بعد زواجه من الملكة جادويغا ملكة بولندا مشكلين اتحادًا بولنديًا- ليتوانيًا. ساعدت هذه الشراكة بولندا على السيطرة على مناطق عديدة تحت حكم دوقية ليتوانيا الكبرى وتوسَّع نفوذها، ما أثبت فائدتها للشعبين البولندي والليتواني، اللذين تعايشا وتعاونا في واحد من أكبر الكيانات السياسية في أوروبا على مدار القرون الأربعة المتوالية.
استمر صراع بولندا مع فرسان تيوتون في منطقة بحر البلطيق. أدت الصراعات المستمرة إلى اندلاع معركة كبرى، معركة غرونفالد في عام 1410، ولكنهما توصلا إلى حل سلمي (معاهدة للسلام) تحت حكم كازيمير الرابع في عام 1466. كانت معاهدة السلم هذه السبب الرئيسي لتأسيس دوقية بروسيا. واجهت بولندا في الجنوب كلتا الدولة العثمانية وخانية القرم، وساعدت ليتوانيا في الشرق على محاربة دوقية موسكو الكبرى. شمل التوسع الإقليمي في بولندا وليتوانيا منطقة ليفونيا الشمالية.
تطورت بولندا في فترة حكم السلالة الياغيلونّة، لتكون دولة إقطاعية ذات اقتصاد زراعي في الغالب، ولهيمنة الطبقة النبيلة بشكل متزايد. نقل قانون نيهيل نوفي الذي اعتمده مجلس النواب البولندي (السِيّم) في عام 1505، معظم السلطة التشريعية في الدولة من الملك إلى مجلس النواب. يمثل هذا الحدث بداية الفترة المعروفة باسم «الحرية الذهبية»، عندما كانت الدولة تحت حكم أعضاء «أحرار ومتساوون» من طبقة النبلاء البولندية (الشلاختا).
حققت حركات الإصلاح البروتستانتي تقدمًا عميقًا في المسيحية البولندية، ما أدى إلى سياسات فريدة من التسامح الديني في أوروبا في ذلك الوقت. أدت النهضة الأوروبية التي تبناها ملوك سلالة ياغيلون، زغمونت الأول العجوز وزغمونت الثاني أوغست، إلى ازدهار ثقافي هائل (انظر عصر النهضة في بولندا).

## أواخر العصور الوسطى (القرنان الرابع عشر والخامس عشر)

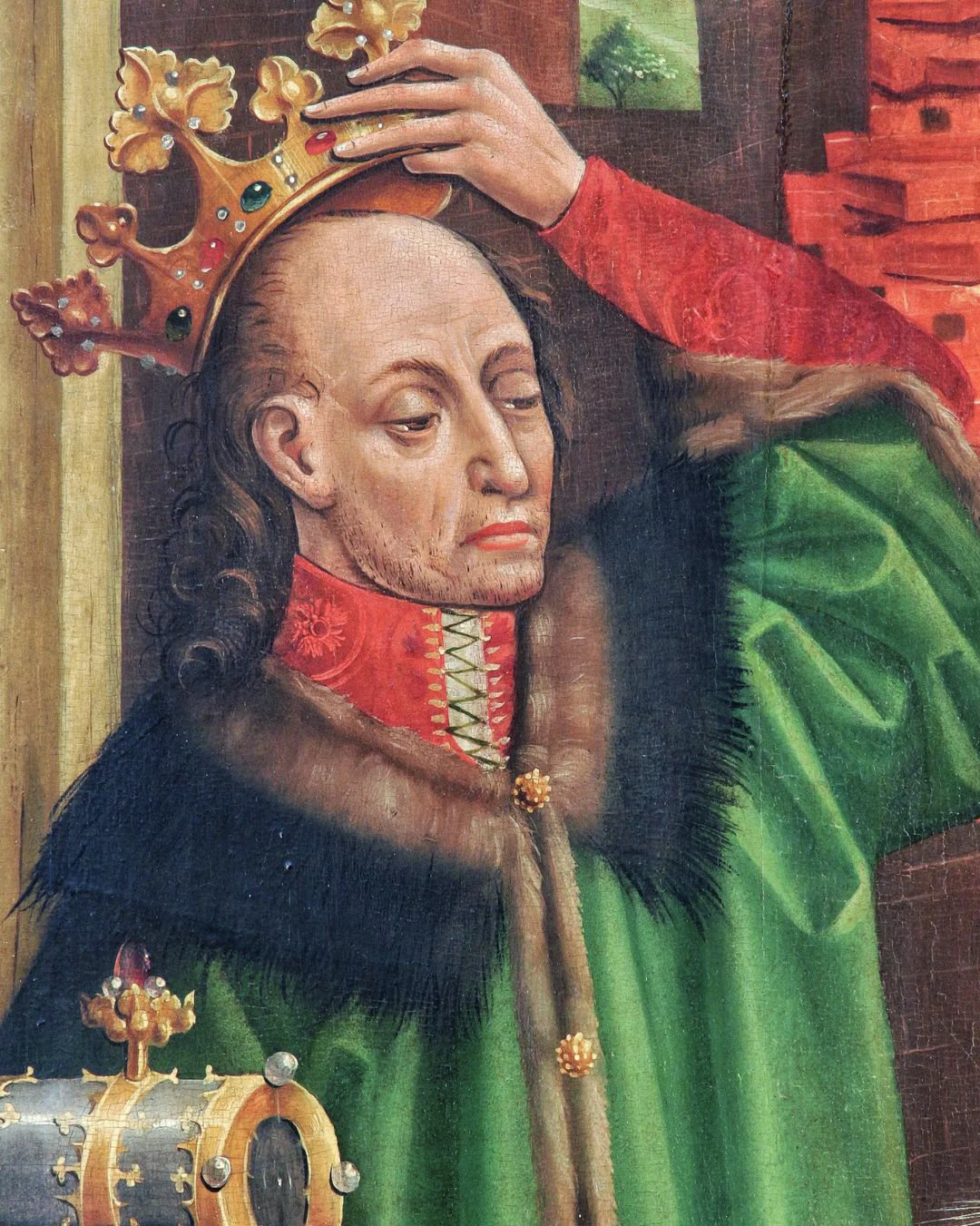
فواديسواف الثاني يوغيلا

### مملكة سلالة ياغيلون
وُقع اتحاد كريفو بين جادويغا ملكة بولندا ويوغيلا دوق ليتوانيا الأكبر وحاكم آخر لدولة وثنية في أوروبا، في عام 1385. رتب القانون لمعمودية يوغيلا وزواج الحاكمين، ما أنشأ بداية الاتحاد البولندي الليتواني. بعد تعميد يوغيلا، الذي كان معروفًا في بولندا باسمه المعمداني فلاديسلاف، وهو النسخة البولندية من اسمه الليتواني، يوغيلا. عزز اتحاد كلتا الدولتين من معارضتهما المشتركة لفرسان التيوتون والتهديد المتزايد والمستمر لدوقية موسكو الكبرى.
كانت مساحات شاسعة من روس الكييفية، بما في ذلك حوض نهر دنيبر بالإضافة إلى الأراضي الممتدة جنوبًا لغاية البحر الأسود، تحت السيطرة الليتوانية في ذلك الوقت. خاضت ليتوانيا معركة المياه الزرقاء في عام 1362 أو 1363 ضد الغزاة المغول واستفادت من غياب السلطة في الجنوب والشرق الذي نتج عن الغزو المغولي لروس الكييفية، بغية السيطرة على هذه الأراضي الشاسعة. كان عدد سكان إقليم الدوقية الكبرى الموسع من الروتينيين والأرثوذوكس الشرقيين. أدى التوسع الإقليمي إلى مواجهة بين ليتوانيا ودوقية موسكو الكبرى، التي وجدت نفسها تخرج من حكم التتار وتستمر هي نفسها في عملية توسع. بطريقة استثنائية في أوروبا، ربط الاتحاد بين دولتين تقعان جغرافيًا على جانبي الانقسام الحضاري الكبير بين العالم المسيحي الغربي أو اللاتيني والعالم المسيحي الشرقي أو البيزنطي.
كانت نية الاتحاد إنشاء دولة مشتركة في ظل حكم يوغيلا الليتواني، لكن علمت الأوليغارشية الحاكمة في بولندا مسبقًا، عدم واقعية هدفهم المتمثل في دمج ليتوانيا مع بولندا. أدت النزاعات الإقليمية إلى حرب بين بولندا وليتوانيا والعصابات الليتوانية. وجد الليتوانيون في بعض الأحيان أنه من المناسب التآمر مع فرسان التيوتون ضد البولنديين. كانت الآثار الجغرافية المترتبة على الاتحاد السلالي وتفضيلات ملوك ياغيلون، سببًا في إيجاد طريقة عملية لتوجيه الأولويات الإقليمية البولندية إلى الشرق بدلاً من الغرب.
كان الاتحاد البولندي الليتواني بين عامي 1386 و 1572، محكومًا بسلسلة من الملوك الدستوريين الذين يعودون إلى سلالة ياغيلون. تقلص التأثير السياسي لملوك ياغيلون تدريجيًا خلال هذه الفترة، بينما تولى نبلاء الطبقة الأرستقراطية دورًا متناميًا في الحكومة المركزية والشؤون الوطنية. على الرغم من ذلك، كان للسلالة الملكية تأثير قوي على استقرار السياسة البولندية. غالبًا ما يُنظر إلى فترة حكم سلاسلة ياغيلون على أنها فترة من القوة السياسية القصوى والازدهار الكبير، وسُميت في مرحلتها الأخيرة بالعصر الذهبي للثقافة البولندية.

### التطورات الاجتماعية والاقتصادية

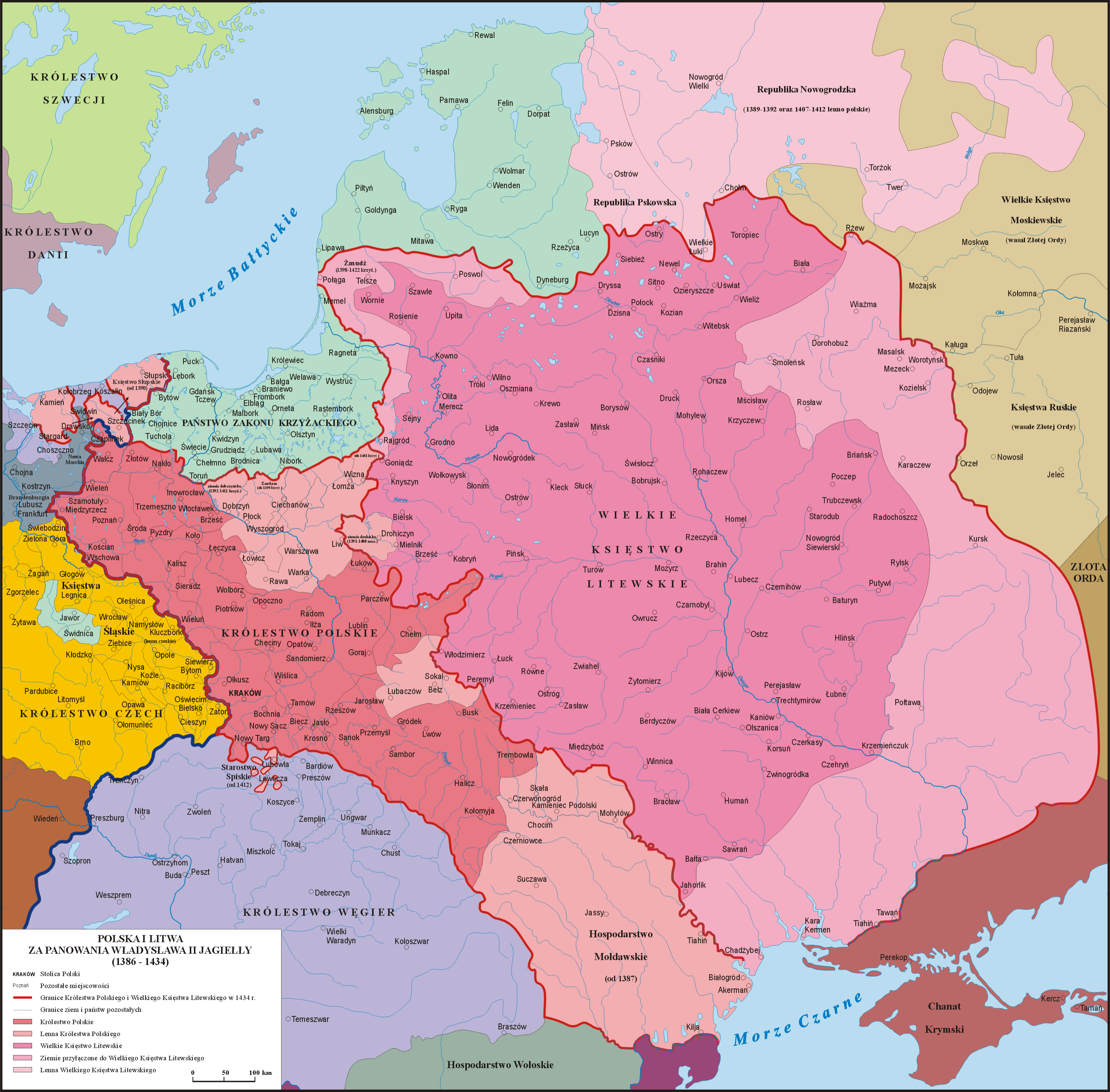
بولندا وليتوانيا (1386–1434)

تدهور نظام الإيجار الإقطاعي السائد في القرنين الثالث عشر والرابع عشر، والذي بموجبه كان لكل طبقة من طبقات المجتمع الأوروبي في العصر القديم حقوق والتزامات محددة جيدًا، واختفى في القرن الخامس عشر تقريبًا، إذ شدد النبلاء سيطرتهم على التصنيع والتجارة والأنشطة الاقتصادية الأخرى. أدى ذلك إلى إنشاء العديد من المؤسسات الزراعية المملوكة مباشرة والمعروفة باسم (فولفارك: مزرعة)، والتي استُبدلت مدفوعات الإيجار الإقطاعي فيها بالعمل الإجباري في ممتلكات أصحاب الأراضي. وقد حدّ هذا من الحقوق في المدن وأجبر معظم القرويين على القنانة. وعاقب القانون بصورة مبالغ بها على مثل هذه الممارسات. حظر الملك يان الأول ألبرت في عام 1496 على سبيل المثال، امتياز شراء سكان الريف للأراضي في مدينة بيوتركوف تريبونالسكي، وقيد بشدة من قدرة المزارعين الفلاحين على مغادرة قراهم. حافظت المدن البولندية، التي تفتقر إلى التمثيل الوطني الذي يحمي مصالحها الطبقية، على قدر من الحكم الذاتي (مجالس المدن ومحاكم المحلفين)، وتمكن أهل الخبرة من تنظيم وتشكيل النقابات. سرعان ما عفى النبلاء أنفسهم من واجباتهم الرئيسية: الخدمة العسكرية الإلزامية في حالة الحرب (بوزبوليت روسيني). أُضيف الطابع المؤسسي على تقسيم طبقة النبلاء إلى طبقتين رئيستين، ولكن لم يُضف الطابع الرسمي عليها من الناحية القانونية، إذ تطّلب «دستور» نيهيل نوفي من الملك في عام 1505، التشاور مع المجلس العام، أي مجلس الشيوخ، وكذلك مجلس النواب (الإقليمي) والبرلمان الوطني البولندي، قبل سن أي تغيرات. تنافس عدد كبير من النبلاء العاديين التابعين للطبقة العليا (الشلاختا) أو حاولوا التنافس ضد المرتبة العليا من فئتهم، التابعين للنبيل «ماغنيت»، طوال فترة استقلال بولندا.

### اتحاد بولندا وليتوانيا تحت حكم يوغيلا الليتواني

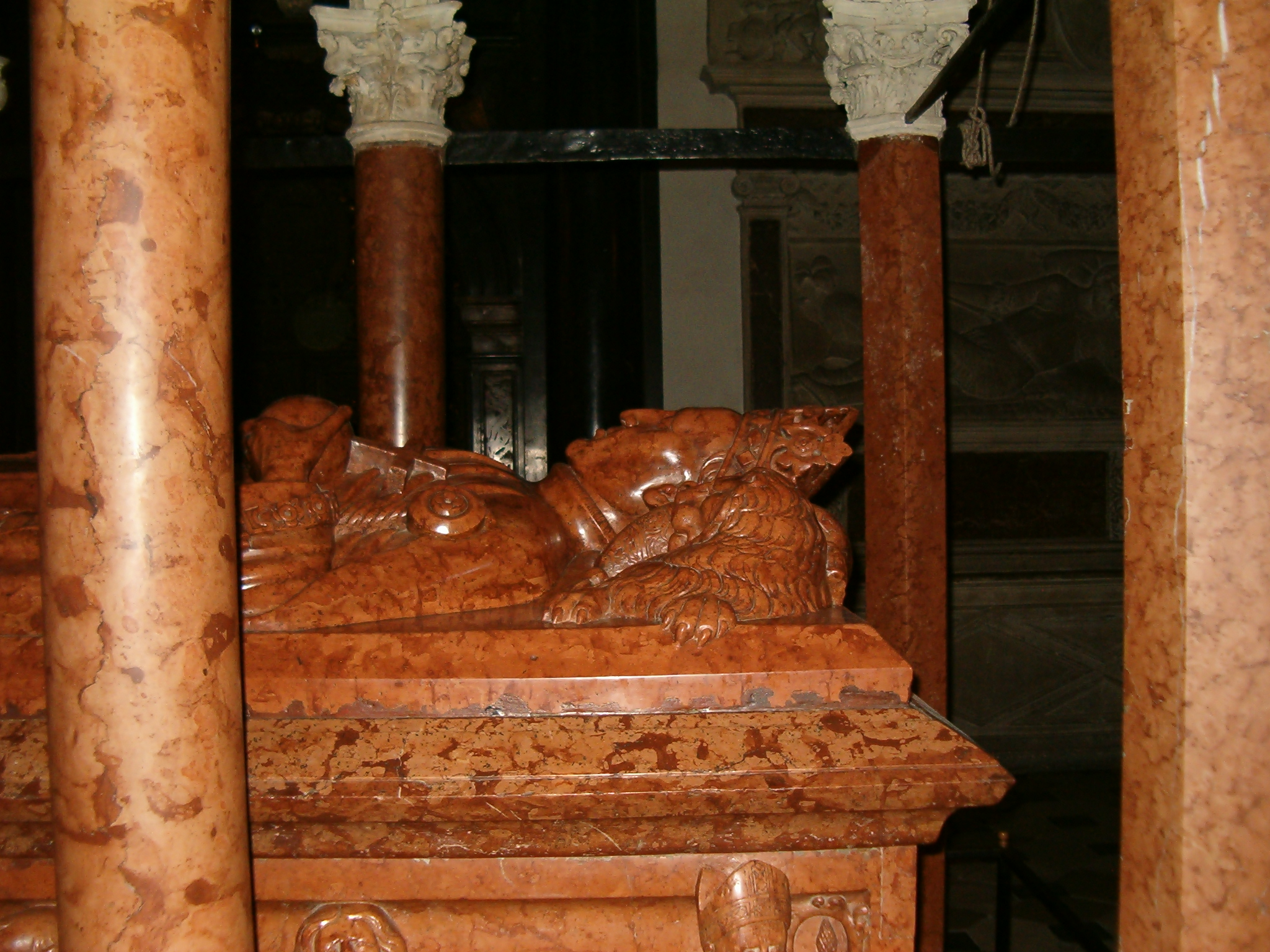
ناووس الملك فواديسواف الثاني في كاتدرائية فافل

كان يوغيلا أول ملك لسلالة ياغيلون الجديدة والدوق الأكبر في ليتوانيا، وكان يُعرف باسم يوغيلا فواديسواف الثاني في بولندا. انتُخب ملكًا لبولندا في عام 1386، بعد زواجه من الملكة جادويغا ملكة بولندا، وتعمّد ليحول ديانته إلى الرومانية الكاثوليكية. ثم نُصرت ليتوانيا بعد ذلك تبعًا للطقوس الدينية اللاتينية الليتورجية. كان هناك تنافس كبير في ليتوانيا بين يوغيلا وابن عمه فيتاوتاس العظيم، الذي عارض هيمنة بولندا على ليتوانيا، بعد اتفاقية أوستروف في عام 1392 واتحاد فيلنيوس ورادوم في عام 1401: أصبح فيتاوتاس دوق ليتوانيا الأكبر طول فترة حياته تحت سيادة يوغيلا الرمزية. أتاح الاتفاق تعاونًا وثيقًا وضروريًا بين الدولتين، للتغلب على الصراعات التي واجهوها مع النظام التوتوني. حدد اتحاد هورودو عام 1413 العلاقة بشكل أكبر ومنح امتيازات لطبقة النبلاء الليتوانية التابعة للكنيسة الكاثوليكية الرومانية (على عكس الكنيسة الأرثوذكسية الشرقية).

### الصراعات ضد فرسان تيوتون

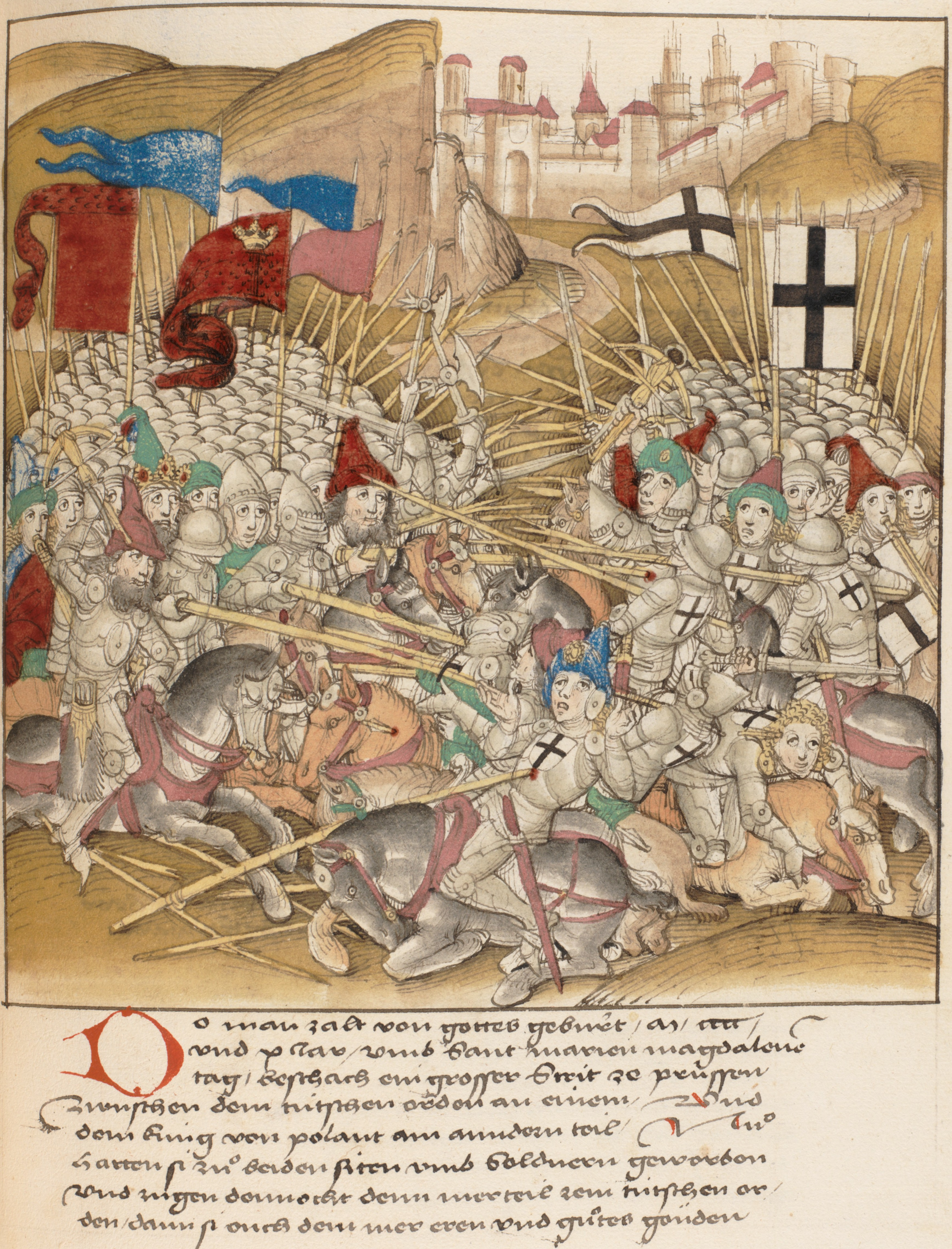
معركة غرونفالد (أو معركة تاننبرغ)

نشأت الحرب البولندية الليتوانية التيوتونية (1409–1411)، بعد انتفاضات الساموغيتيين لرد الأراضي الليتوانية التي سيطرت عليها إمارة النظام التيوتوني، وبلغت ذروة هذه الصراعات في معركة غرونفالد (تاننبرغ)، والتي تضافرت فيها القوات البولندية والليتوانية لهزيمة فرسان التيوتون. تلا الهجوم حصار غير ناجح لمالبورك (مارينبورغ). كان للفشل في الاستيلاء على القلعة والقضاء على ولاية تيوتون (لاحقًا البروسية) عواقب تاريخية وخيمة على بولندا في القرن الثامن عشر والتاسع عشر والعشرين. أعطت معاهدة السلام الأولى لعام 1411، بولندا وليتوانيا تعديلات إقليمية متواضعة، والتي شملت أيضًا منطقة ساموغيتيا. كان بعد ذلك المزيد من الحملات العسكرية واتفاقيات السلام التي لم تعقد. أجري حكم لم يُسن في مجلس كونستانس. قدم بولس فلاديميري، عميد أكاديمية كراكوف، في عام 1415، أطروحته التي تتكلم عن سلطة البابا والإمبراطور فيما يتعلق بالأعضاء غير المؤمنين بالدين في المجلس، والتي دافع فيها عن التسامح، وانتقد أساليب التعميد العنيفة لفرسان التيوتون، وافترض أن الوثنيين لهم الحق في التعايش السلمي مع المسيحيين بالإضافة إلى الاستقلال السياسي. انتهت هذه المرحلة من الصراع البولندي الليتواني مع النظام التيوتوني بإبرام معاهدة ميلنو في عام 1422. انتهت الحرب البولندية-التوتونية في 1431-35 (انظر معركة بابيسكاس) بعد معاهدة بريزي كوجاوسكي للسلام في عام 1435.